# Castelo de Findon
O Castelo de Findon foi um castelo localizado em Aberdeenshire, na Escócia.
Localizado com vista para a Baía de Gamrie, encontram-se os restos do monte de terra do castelo. O castelo foi construído sobre um forte de colina, que foi construído para defender a área dos ataques vikings. O castelo foi propriedade da família Troup no século XIV e depois passou para a família Gardyne.